# آرامگاه سلطان سید علی و آمنه‌خاتون فین
بقعه سلطان سیدعلی و آمنه خاتون فین مربوط به دوره قاجار است و در کاشان، خیابان امیرکبیر، کوچهٔ زیارت واقع شده و این اثر در تاریخ ۱ مهر ۱۳۸۲ با شمارهٔ ثبت ۱۰۲۵۱ به‌عنوان یکی از آثار ملی ایران به ثبت رسیده است.